# スニーカースプーン

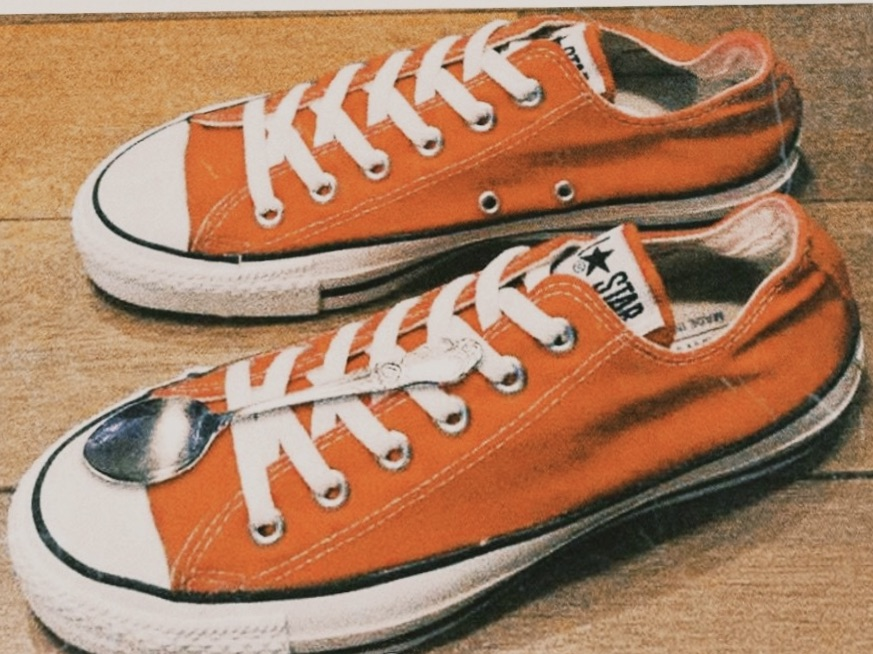
スニーカースプーンが行われた1980年代の画像

スニーカースプーンとは、靴のスロートライン、あるいは飾り革(スニーカーの場合は先ゴム)の上にスプーンを置くまじないの一つ。略してスニスプとも呼ばれる。

## 考えられている効果と解釈
スプーンのつぼ(先端の凹部位)を上に向けて置いた場合と下に向けて置いた場合とで効力が異なると考えられている。
上に向けて置いた場合には幸運を引き寄せるとされ、下に向けて置いた場合には不運がもたらされるのを防ぐ効果があるとされている。
「銀の匙をくわえて生まれてくる」というイギリスの諺から、匙で掬える向きに置くことで幸せを呼び込むとされ、逆さに向けた際にはその光沢と反射によって魔を払うとされることから、不運が舞い込むのを防ぐと解釈されるに至ったと考えられている。
靴の上に置かれるようになった理由については後述

## 起源と伝播
諸説ある中でも14世紀から15世紀のヨーロッパで生まれた習俗とされる説が支持されている。
当時はまだスニーカーは無く、革の靴の上にスプーンを載せていたことからスニーカースプーンではなく、別の名称があったとされているが定かではない。
青酸カリならびにヒ素化合物と結合し変色する性質を持ち、純潔や無垢の象徴とされ、且つ高価であった銀のスプーンを靴の上に載せることで、貴族が財力を誇示するようになったとされている。
またイタリアなど一部の地域では、庶民の間でスプーンの代わりに硬貨を代用する様式に変化して広がりを見せており、pelle　e rame(イタリア語で"革と銅"）と呼ばれていた説もある。
17世紀から18世紀の間に一般家庭にも銀食器が普及すると共に、スニーカースプーンも広く伝播したと考えれており、時間を経てヨーロッパのみに留まらず当時植民地であったナイジェリアなどのアフリカ諸国やアメリカ大陸にも伝わっていった。
20世紀後半にスニーカーが流行すると"Spoon On Sneakers"という名称が台頭し、日本においてもスニーカースプーンという名称で広く認知されることとなった。

## 日本における普及

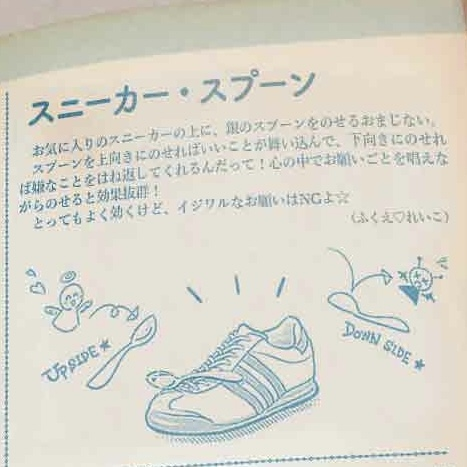
スニーカースプーンが日本の出版物で取り上げられたとされる記事

日本で銀食器が広く普及しはじめたのは明治以降であるが、その頃にはまだスニーカースプーンは伝わっていなかったとされている。
確認されている限りでは、1980年代に月刊誌My Birthdayに掲載されていた占いの記事にて掲載されたのが、日本においてスニーカースプーンがメディアに取り上げられた初めての事例である。
昭和の後半から平成初期にかけて手軽なまじないとして各地で行われ徐々に衰退していったが、近年SNSの普及によりまじないそのものの効果ではなく、希少なスニーカーを所有していることを誇示する目的や、映り込むアクセサリやネイルを見せることで充足感を得るという目的で画像をアップロードする事例が見受けられるようになっている。